# Susanna Fassetta
Susanna Fassetta, talvolta accreditata come Suzy Fassetta (Venezia, 30 gennaio 1961), è un'attrice e doppiatrice italiana.

## Biografia
La sua carriera artistica ebbe inizio già all'eta di tre anni a Milano, dove lavorò come doppiatrice, nonché in ambito pubblicitario, radiofonico e occasionalmente anche come modella e conduttrice. Da adolescente si trasferì a Roma per intraprendere la carriera teatrale, conclusasi nel 1985 con il Romeo e Giulietta diretto da Giancarlo Cobelli, che vedeva fra gli interpreti Alida Valli, Massimo Belli ed Ettore Conti. Recitò inoltre per il cinema e la televisione negli anni settanta e ottanta. Fra i tanti cartoni animati giapponesi (anime) cui prestò la sua voce figurano Occhi di gatto e Cuore, tratto dal romanzo omonimo di De Amicis. Fra le attrici ha doppiato, tra le altre, Sophie Marceau ne Il tempo delle mele  e Il tempo delle mele 2 e Shannen Doherty ne La casa nella prateria.

## Vita privata
Sorella maggiore dell'ex-attore e doppiatore Christian Fassetta, all'età di trent'anni ha lasciato la professione di doppiatrice e si è trasferita nella Repubblica Dominicana. Sposata con un canadese, cura un'agenzia di traduzione per conto di una società statunitense e gestisce una scuola di equitazione, essendo allevatrice di cavalli.

## Filmografia

### Cinema
- Storie di vita e malavita, regia di Carlo Lizzani (1975)
- L'anno dei gatti, regia di Amasi Damiani (1978)
- Il trenino nel pianeta favola, regia di Luciano Gregoretti e Sergio Minuti (1980)
- Pierino contro tutti, regia di Marino Girolami (1981)
- Giggi il bullo, regia di Marino Girolami (1982)
- L'ultimo giorno, regia di Amasi Damiani (1985)

### Televisione
- Eleonora, regia di Silverio Blasi – miniserie TV (1973)[3]
- Inverno al mare, regia di Silverio Blasi – miniserie TV (1982)
- Mino: il piccolo alpino, regia di Gianfranco Albano – miniserie TV (1986)
- È proibito ballare – serie TV (1989)

## Teatro
- Bambini cattivi di Enrico Vanzina, musiche di Jean-Michel Jarre, regia di Giuseppe Patroni Griffi (1980)
- Il lebbroso di Gian Carlo Menotti (1980)
- Romeo e Giulietta di William Shakespeare, regia di Giancarlo Cobelli, con Alida Valli (1985)

## Doppiaggio

### Cinema
- Shannen Doherty in La casa nella prateria - Ricordando il passato, La casa nella prateria - L'ultimo addio, La casa nella prateria - La scomparsa di Rose,
- Karen Allen in Lo zoo di vetro
- Helena Bonham Carter in Passione sotto la cenere
- Vita Escardó in La notte delle matite spezzate
- Julie Anne Haddock in Una strana famiglia
- Annie Lai in Dragon Ball - Il film
- Sophie Marceau in Il tempo delle mele, Il tempo delle mele 2
- Elizabeth McGovern in Come far carriera... molto disonestamente
- Shelagh McLeod in Lady Oscar
- Joëlle Miquel in Reinette e Mirabelle
- Demi Moore in La settima profezia
- Sarah Patterson in In compagnia dei lupi
- Pascale Rocard in Once more - Ancora
- Natasha Ryan in Amityville Horror
- Ally Sheedy in A servizio ereditiera offresi
- Tawny Kitaen in Bachelor Party - Addio al celibato

### Serie televisive
- Shannen Doherty in La casa nella prateria, Robert Kennedy, la sua storia e il suo tempo
- Faith Ford in Murphy Brown
- Andrea Barbieri in Povera Clara
- Natasha Hovey in Uomo contro uomo

### Cartoni animati
- Ten (1ª voce, ep. 87-129), Shinobu Miyake (1ª voce, ep. 87-129), Ran (2ª voce, ep. 87-129), Ryūnosuke Fujinami (2ª voce, ep. 87-129) e Chibi (2ª voce, ep. 87-129) in Lamù
- Simona in Remi - Le sue avventure
- Annie in Candy Candy
- Diana Barry in Anna dai capelli rossi
- Lara Sun in Mobile Suit Gundam (primo doppiaggio)
- Nina in Charlotte (primo doppiaggio)
- Uka Oyo in Astro Robot contatto Ypsilon
- Anna (2ª voce) e Roset in Gordian
- Apo e gatta Fru Fru in Bia - La sfida della magia[4]
- Hiromi Oka/Jenny Nolan (2ª versione) in Jenny la tennista
- Principessa Shera in Shirab il ragazzo di Bagdad
- Betty in Cuore
- Helen Watson in Sampei
- Jeanne Valois de la Motte in Lady Oscar
- Tanako in Io sono Teppei!
- Teko in Lalabel
- Violetta Amedeo in Marco
- Junko in La macchina del tempo
- Mytyl in L'uccellino azzurro
- Pat Mizuhara e Suzoi in Pat, la ragazza del baseball[5]
- Rei Shiratori in Moby Dick 5
- Tanya in Julie rosa di bosco
- Stilly in Lo specchio magico
- Catherine Barnes e Becky Clarke in Georgie
- Itsuko e Mitsuko in Il fichissimo del baseball
- Kaori in Robottino
- Jenny in Holly e Benji
- Marie in Sui monti con Annette
- personaggi vari in Mila e Shiro - Due cuori nella pallavolo
- Bun Bun in Bun Bun
- Ai Kisugi/Tati Tashikel in Occhi di gatto